# Alex Perez
Alexander "Alex" Perez, född 21 mars 1992 i Hanford i Kalifornien, är en amerikansk MMA-utövare som sedan 2017 tävlar i organisationen Ultimate Fighting Championship.